# Carnage (zespół muzyczny)
Carnage – grupa muzyczna wykonująca death metal, założona w Szwecji w 1988 roku przez muzyka Michaela Amotta o pochodzeniu szwedzko-brytyjskim.
Zespół w latach swojej działalności wydał 2 dema, 1 album EP i 1 album długogrający LP. Z całej twórczości Carnage jednak najważniejszy jest album Dark Recollections, często porównywany z dwoma innymi, cenionymi w gatunku muzycznym albumami szwedzkich grup tj. Left Hand Path (1990) Entombed i Like An Ever Flowing Stream (1991) Dismember, ze względu na ten sam styl gry, na to samo "mięsiste", "tłuste" brzmienie, uzyskane w tym samym studio i z tym samym producentem Tomasem Skogsbergiem, czy nawet wykonanie obrazków do okładek albumów przez tego samego artystę Dana Seagrave'a.

## Historia zespołu
Grupa Carnage powstała w 1988 roku w szwedzkim mieście Växjö z inicjatywy Michaela Amotta, który porzucił hardcore'owy zespół Disaccord (muzykom tego zespołu nie podobały się zbyt heavymetalowe riffy na gitarze, zaaranżowane przez Amotta). Amott (przy zakładaniu Carnage) do współpracy zaprosił znajomych muzyków tj. Johnny'ego Dordevica (gitara) Johana Liivę (śpiew, gitara basowa) i Jeppe Larssona (perkusja).
W 1989 roku Carnage nagrało pierwsze demo pt. The Day Man Lost, w składzie: Mike Amott - (gitara), Johan (Liiva) Axelsson - (wokal, gitara basowa) i Jeppe Larsson (perkusja).
W październiku tego samego roku (1989) Carnage wydało kolejne demo pt. Infestation of Evil. Skład muzyczny wyglądał następująco: J. (L.) Axelsson (śpiew), M. Amott (gitara), Johnny Dordevic (gitara basowa) oraz Fred Estby (perkusja) - przybyły z grupy Dismember, której właśnie dalsze losy stały wówczas pod znakiem zapytania.
Mniej więcej w tym okresie doszło do  zawirowań personalnych w Carnage, wywołanymi też w pewnym sensie decyzjami w grupie Dismember. Jeszcze tego samego miesiąca w 1989 r. zespół Dismember zawiesił działalność, zaś kolejni muzycy tego zespołu tj. gitarzysta - David Blomqvist (który poza Dismember jeszcze wcześniej pożegnał się z zespołem Entombed) i wokalista - Matti Kärki (który zastąpił Johana Liivę Axelssona - niemającego wtedy ochoty na śpiewanie)  zostali zaproszeni do współpracy przez Mike Amotta w jego Carnage.
W lutym 1990 roku Carnage w składzie: M. Kärki (śpiew), M. Amott (gitara, gitara basowa), D. Blomqvist (gitara), F. Estby (perkusja) nagrał debiutancki album pt. Dark Recollections. Album został nagrany w "Sunlight" studio u boku Tomasa Skogsberga, natomiast ukazał się nakładem Earache Records na rynku europejskim a także został wydany przez Relativity w USA. Założona przez Billa Steera i Jeffreya Walkera z grupy Carcass wytwórnia Necrosis Records wydała ten album jeszcze w 1990 r. w formie splitu z grupą Cadaver.
W styczniu 1990 roku Michael Amott rozwiązał całkowicie Carnage, zaś w kwietniu przeniósł się do Wielkiej Brytanii, jednocześnie rozpoczął współpracę z Carcass, będąc pod ogromnym wrażeniem ich nowo wydanego albumu pt. Symphonies of Sickness (1989).

## Muzycy
Opracowano na podstawie materiału źródłowego

### Ostatni znany skład zespołu
- Michael Amott - gitara, gitara basowa (1988-1990)
- Mätti Kärki - śpiew (1990)
- David Blamqvist - gitara (1990)
- Fred Estby - perkusja (1989 - 1990)

### Byli członkowie zespołu
- Johnny Dordevic - gitara (1988), gitara basowa (1989)
- Johan (Liiva) Axelsson - śpiew, gitara (1988-1990)
- Ramon - gitara basowa (1989 - 1990)
- Jeppe Larsson - perkusja (1988-1989)

## Dyskografia
Opracowano na podstawie materiału źródłowego
- The Day Man Lost (Demo, 1989)
- Infestation of Evil (Demo, 1989)
- Dark Recollections (LP, 1990)
- Dark Recollections - Carnage/ Hallucinating Anxiety - Cadaver (Split, 1990)
- Live EP (EP, 1991)